# سیمونا میلر
سیمونا میلر (انگلیسی: Simona Meiler؛ زادهٔ ۱۳ سپتامبر ۱۹۸۹) اسنوبردسوار اهل سوئیس است.
وی به عنوان نماینده سوئیس در بازی‌های المپیک زمستانی ۲۰۱۰ ونکوور و بازی‌های المپیک زمستانی ۲۰۱۴ در سوچی حضور داشته است.